# The Boys (groupe anglais)
Pour les articles homonymes, voir The Boys.
The Boys est un groupe de punk rock britannique, originaire de Londres, en Angleterre.

## Biographie
Le groupe est formé quand Matt Dangerfield quitte le groupe punk London SS en septembre 1975 pour un projet avec Casino Steel, l'ancien clavier de Hollywood Brats. Le guitariste Honest John Plain, le camarade aux beaux-arts de Daingerfield, vient aussitôt puis en juin 1976, le bassiste Duncan « Kid » Reid et le batteur Jack Black, deux employés du magasin de t-shirts Plain's, sont auditionnés et retenus. Dangerfield fait de son appartement à Maida Vale un studio d'enregistrement où le groupe fait ses premières prises. Il fait son premier concert au pub Hope and Anchor, à Islington, en septembre 1976. Mick Jones, Billy Idol, Tony James et Gene October sont parmi les spectateurs. Après quelques concerts, The Boys signent pour NEMS Records et devient le seul groupe punk à être avec une maison de disques (les Sex Pistols viennent de quitter EMI).
Leur première publication est le single I Don't Care. Ils font ensuite une tournée avec John Cale. Le premier album, The Boys, est enregistré en mai 1977. Sa sortie est repoussée jusqu'en septembre, le groupe se plaignait de l'incompétence du label. L'album atteint la 50e place du UK Albums Chart. Un deuxième single, First Time, sort le 27 juillet 1977. John Peel invite le groupe dans son émission, le magazine Sounds en fait son single de la semaine. En août, ils participent au festival punk de Mont-de-Marsan. Le deuxième album, Alternative Chartbusters, est publié par NEMS Records. Il fait l'objet d'une tournée avec les Ramones. En 1979, le groupe signe avec le label Safari. Après deux autres albums et cinq singles, le groupe se sépare à l'été 1981. Chaque année, pour Noël, le groupe se fait appeler The Yobs et sort un single pour l'occasion. Les membres prennent les pseudonymes de Noddy Oldfield, Ebenezer Polak, Kid Vicious et H. J. Bedwetter. Une compilation sort en 1980.
Le 31 juillet et le 1er août 1999, quatre des cinq membres originaux, avec Steve « Vom » Ritchie (en remplacement de Jack Black à la batterie, qui a son propre groupe) donnent des concerts au Japon. En septembre 2000, le groupe est présent au Holidays in the Sun Festival à Bilbao ; Jack Black fait une apparition. En 2006, il donne de nouveaux concerts à Londres. Pour faire suite à ce succès, le single Jimmy Brown sort le 15 décembre 2008. 
Le 20 juin 2014, The Boys publient leur premier album depuis 1981, Punk Rock Menopause, chez Wolverine Records,. L'album comprend les premiers membres Matt Dangerfield, Casino Steel, et Honest John Plain, et comprend 13 nouvelles chansons,. The Boys voyageront jusqu'à Shanghai, en Chine, le 13 janvier 2015 pour une tournée de neuf dates en soutien à leur album Punk Rock Menopause, qui sera annulé par le ministère chinois de la culture à cause de « problèmes de sécurité ».

## Membres

### Membres actuels
- Matt Dangerfield - chant, guitare
- Casino Steel - claviers, chant
- Honest John Plain (†)- guitare, chant
- Martin H-Son - batterie
- Kent Norberg - basse

### Anciens membres
- Jack Black - batterie (1976-1982)
- Duncan Reid - basse, chant (1976-2011)

## Discographie

### Albums studio
- 1977 : The Boys
- 1978 : Alternative Chartbusters
- 1979 : To Hell with the Boys
- 1979 : The Yobs' Christmas Album (sous The Yobs)
- 1981 : Boys Only
- 2014 : Punk Rock Menopause

### Singles
- 1977 : I Don't Care / Soda Pressing
- 1977 : First Time / Watcha Gonna Do / Turning Grey
- 1977 : Run Rudolph Run / The Worm Song (sous The Yobs)
- 1978 : Silent Night / Stille Nacht (sous The Yobs)
- 1978 : Brickfield Nights / Teacher's Pet
- 1979 : Kamikaze / Bad Days
- 1980 : Terminal Love / I Love Me
- 1980 : You Better Move On / Schoolgirls
- 1980 : Weekend / Cool
- 1980 : Let It Rain / Lucy
- 1981 : Rub-A-Dum-Dum / Another Christmas (sous The Yobs)
- 2002 : Svengerland / Only A Game
- 2008 : Jimmy Brown / Walk My Dog